# ピルグリム原子力発電所
ピルグリム原子力発電所（ピルグリムげんしりょくはつでんしょ、 英語: Pilgrim Nuclear Power Station ; PNPS）は、アメリカ合衆国マサチューセッツ州プリマスにある原子力発電所である。ボストンの南約70kmの大西洋岸に位置する。稼働40年となる2012年に原子力規制委員会から20年の運転延長認可を受けた。
2013年2月、猛吹雪での停電に伴い運転停止。2015年1月27日朝、大雪により停電が発生、外部電源の一部を失って緊急停止した。
2015年10月、運営するエンタジー社は、経済的理由により2019年6月1日までに稼働を停止し、閉鎖することを発表した。
2019年5月31日午後5時28分（米国東部夏時間）、原子炉が停止された。